# Storm Seeker
Storm Seeker es el álbum debut del cantante noruego ICS Vortex, lanzado el 22 de agosto en Europa y el 23 de agosto en Norteamérica.

## Estilo musical
Pese a que ICS Vortex es un músico conocido en la escena noruega del black metal, Storm Seeker es un álbum de metal progresivo, encontrándonos el black metal en algunos riffs como por ejemplo en The Blackmobile.
Las voces de ICS Vortex son limpias, dejando de lado el estilo gutural usado en discos como Quintessence de Borknagar.

## Lista de canciones
Todas las canciones compuestas ICS Vortex. 

| N.º | Título              | Duración |  |
| 1.  | «The Blackmobile»   | 3:16     |  |
| 2.  | «Odin's Tree»       | 4:42     |  |
| 3.  | «Skoal!»            | 2:29     |  |
| 4.  | «Dogsmacked»        | 4:24     |  |
| 5.  | «Aces»              | 3:41     |  |
| 6.  | «Windward»          | 3:53     |  |
| 7.  | «When Shuffled Off» | 3:45     |  |
| 8.  | «Oil in Water»      | 4:53     |  |
| 9.  | «Storm Seeker»      | 6:30     |  |
| 10. | «Flaskeskipper»     | 2:47     |  |
| 11. | «The Sub Mariner»   | 4:35     |  |

## Singles
- 29 de junio de 2011: The Blackmobile
- 19 de agosto de 2011: Odin's Tree

## Personal
- ICS Vortex - Voz
- Cyrus - Guitarra
- Jens F Ryland - Guitarra
- Steinar Gundersen - Bajo
- Arne Martinussen - Teclados
- Asgeir Mickelson - Batería y efectos en "Flakeskipper"

## Producción[1]
- Producido por ICS Vortex, Børge Finstad y Asgeir Mickelson
- Grabado y Mezclado por Børge Finstad
- Editado por Asgeir Mickelson
- Masterizado por Peter Tägtgren
- Todas las canciones publicads por Magic Arts Music